# Tangalan
Tangalan (officiellement municipalité de Tangalan : en aklanon Banwa it Tangalan ; en hiligaïnon Banwa sang Tangalan ; en tagalog : Bayan ng Ibajay) est une municipalité de cinquième classe dans la province d'Aklan, aux Philippines.
Lors du recensement de 2020, sa population s'élève à 23 704 habitants.

## Géographie
Tangalan est l'une des dix-sept municipalités de la province d'Aklan, sur l'île de Panay, dans la région des Visayas occidentales au centre des Philippines. C'est une municipalité côtière, située au nord-est de l'île, en bordure de la Mer de Sibuyan, à 18 kilomètres de Kalibo, chef-lieu de la province.
D'une superficie totale de 158,90 kilomètres carrés, Ibajay est divisée administrativement en 15 barangays (districts) :
- Afga
- Baybay
- Dapdap
- Dumatad
- Jawili
- Lanipga
- Napatag
- Panayakan
- Poblacion
- Pudiot
- Tagas
- Tamalagon
- Tamokoe
- Tondog
- Vivo

## Histoire
Jusqu'en 1948, Tangalan est une banlieue de Makato ; à cette date, elle est érigée en municipalité indépendante.